# Simona Quadarella
Simona Quadarella (Rome, 18 december 1998) is een Italiaanse zwemster.

## Carrière
Bij haar internationale debuut, op de Europese kampioenschappen zwemmen 2016 in Londen, eindigde Quadarella als vijfde op zowel de 800 als de 1500 meter vrije slag.
Tijdens de wereldkampioenschappen zwemmen 2017 in Boedapest veroverde ze de bronzen medaille op de 1500 meter vrije slag, op de 800 meter vrije slag eindigde ze op de zevende plaats. Samen met Alice Mizzau, Stefania Pirozzi en Anna Mascolo strandde ze in de series van de 4×200 meter vrije slag. Op de Europese kampioenschappen kortebaanzwemmen 2017 in Kopenhagen sleepte de Italiaanse de bronzen medaille in de wacht op de 800 meter vrije slag, op de 400 meter vrije slag eindigde ze op de zevende plaats.
In Glasgow nam Quadarella deel aan de Europese kampioenschappen zwemmen 2018. Op dit toernooi werd ze Europees kampioene op de 400, 800 en 1500 meter vrije slag. Tijdens de wereldkampioenschappen kortebaanzwemmen 2018 in Hangzhou legde ze, op de 800 meter vrije slag, beslag op de zilveren medaille, op de 400 meter vrije slag werd ze uitgeschakeld in de series. Op de 4×200 meter vrije slag eindigde ze samen met Margherita Panziera, Erica Musso en Federica Pellegrini op de zesde plaats.
Op de wereldkampioenschappen zwemmen 2019 in Gwangju behaalde de Italiaanse de wereldtitel op de 1500 meter vrije slag.

## Internationale toernooien
| Jaar | Olympische Spelen | WK langebaan                                                 | WK kortebaan                                                | EK langebaan                                         | EK kortebaan                         |
| ---- | ----------------- | ------------------------------------------------------------ | ----------------------------------------------------------- | ---------------------------------------------------- | ------------------------------------ |
| 2016 | geen deelname     |                                                              | geen deelname                                               | 5e 800m vrije slag 5e 1500m vrije slag               |                                      |
| 2017 |                   | 7e 800m vrije slag · 1500m vrije slag · 9e 4×200m vrije slag |                                                             |                                                      | 7e 400m vrije slag · 800m vrije slag |
| 2018 |                   |                                                              | 9e 400m vrije slag · 800m vrije slag · 6e 4×200m vrije slag | 400m vrije slag · 800m vrije slag · 1500m vrije slag |                                      |
| 2019 |                   | 800m vrije slag · 1500m vrije slag                           |                                                             |                                                      | 400m vrije slag · 800m vrije slag    |
| 2020 |                   |                                                              |                                                             | 800m vrije slag                                      |                                      |

## Persoonlijke records
Bijgewerkt tot en met 23 juli 2019
Kortebaan
| Afstand          | Tijd     | Datum            | Plaats   |
| ---------------- | -------- | ---------------- | -------- |
| 200m vrije slag  | 01.58,44 | 18 november 2017 | Livorno  |
| 400m vrije slag  | 03.59,75 | 5 december 2019  | Glasgow  |
| 800m vrije slag  | 08.08,03 | 13 december 2018 | Hangzhou |
| 1500m vrije slag | 15.47,33 | 28 januari 2018  | Rome     |

Langebaan
| Afstand          | Tijd     | Datum            | Plaats   |
| ---------------- | -------- | ---------------- | -------- |
| 200m vrije slag  | 01.58,83 | 3 april 2019     | Riccione |
| 400m vrije slag  | 04.03,35 | 9 augustus 2018  | Glasgow  |
| 800m vrije slag  | 08.14,99 | 27 augustus 2019 | Gwangju  |
| 1500m vrije slag | 15.40,89 | 23 juli 2019     | Gwangju  |